# (2583) Fatyanov
(2583) Fatyanov (1975 XA3) – planetoida z pasa głównego asteroid okrążająca Słońce w ciągu 3,38 lat w średniej odległości 2,25 j.a. Odkryta 3 grudnia 1975 roku.